# 아빠는 나의 영웅
《아빠는 나의 영웅》(영어: My Father the Hero)는 미국에서 제작된 스티브 마이너 감독의 1994년 코미디 드라마 영화이다. 제라르 드파르디외, 캐서린 하이글 등이 출연하였고, 자크 바르 등이 제작에 참여하였다.

## 출연진
- 제라르 드파르디외
- 캐서린 하이글
- 돌턴 제임스
- 로런 허턴
- 페이스 프린스
- 스티븐 토볼라우스키
- 앤 헌
- 로빈 피터슨
- 프랭크 렌줄리

## 기타 제작진
- 배역: 다이앤 크리턴든
- 미술: 크리스토퍼 노액
- 의상: 비키 샌체즈